# Claude-Louis Berthollet

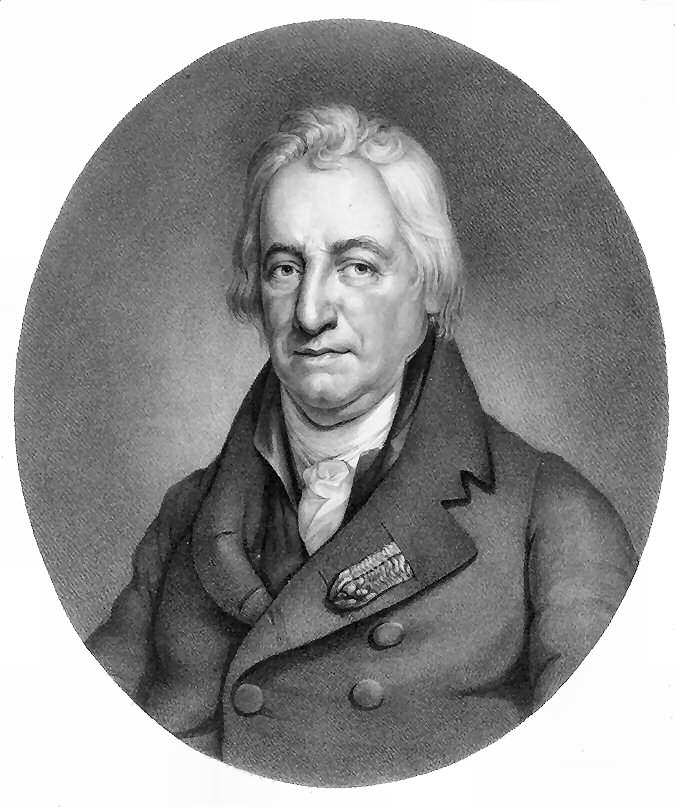
Claude-Louis Berthollet

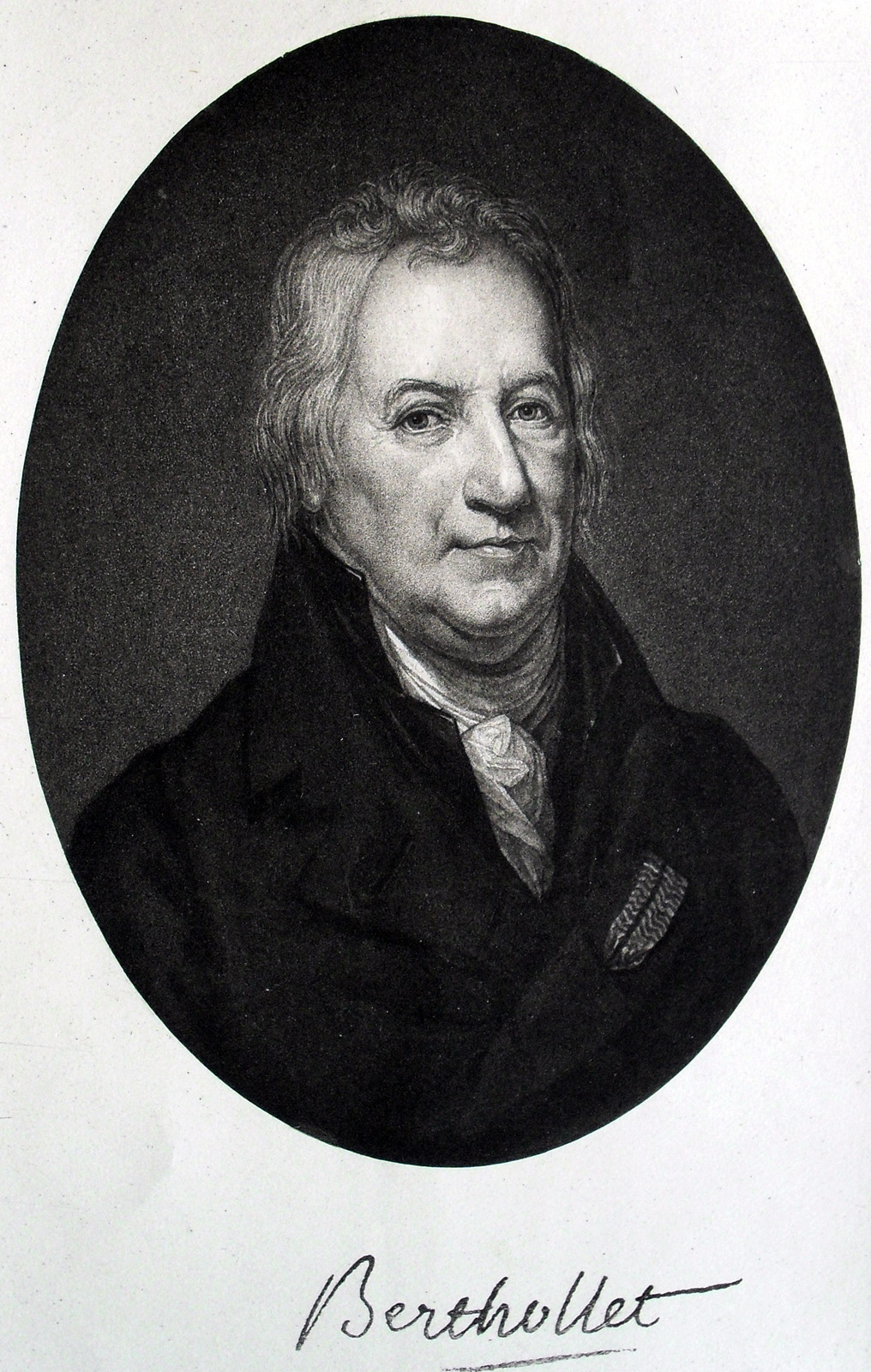
Claude-Louis Berthollet mit Unterschrift

Claude-Louis, comte Berthollet (* 9. Dezember 1748 in Talloires im Herzogtum Savoyen; † 6. November 1822 in Arcueil), war ein französischer Chemiker und Arzt.

## Leben
Claude-Louis Berthollet stammte aus einer bürgerlichen Familie aus Savoyen. Sein Vater Louis Berthollet war von Beruf Notar und mit Philiberte Donier verheiratet. Berthollet war das sechste von neun Kindern, von denen aber nur er und seine jüngere Schwester das Erwachsenenalter erreichten. Er begann ein Studium der Medizin in Annecy am Lac d’Annecy, jedoch wechselte er nach kurzer Zeit an die Universität von Turin, wo er nach einem vierjährigen Aufenthalt mit königlichem Stipendium im Jahre 1768 zum Doktor der Medizin promoviert wurde. Zunächst verbrachte er noch weitere vier Jahre im Piemont, um sich im Jahre 1772 als Arzt und Forscher in Paris niederzulassen, wo er seine Kenntnisse in der Chemie vertiefte.
Hier studierte er Chemie mit Pierre-Joseph Macquer im Jardin du Roi und mit Jean-Baptiste-Michel Bucquet an der medizinischen Fakultät der Universität von Paris, faculté de médecine. Berthollet wurde beeinflusst durch Antoine Laurent de Lavoisier und arbeitete zusammen mit Gaspard Monge. In Zusammenarbeit mit Louis Bernard Guyton de Morveau, Antoine Laurent de Lavoisier und Antoine François de Fourcroy entstand im Jahre 1787 die Méthode de Nomenclature chimique.
Im Jahre 1779 heiratete er Marguerite-Marie Baur (* 1760), die ursprünglich aus dem Piemont stammte und seit dem Jahre 1778 französische Bürgerin war. Ihr einziger Sohn, Amedée Barthélemy Berthollet, wurde im Jahre 1780 geboren und starb 1810. Der Suizid seines Sohnes war für ihn eine persönliche Tragödie.
Er war zeitweise Leibarzt des Herzogs Louis Philippe I. de Bourbon, duc d’Orléans (1725–1785) und wurde aufgrund seiner hervorragenden Reputation als Chemiker 1780 Mitglied der Französischen Akademie der Wissenschaften. 1784 übernahm er eine Anstellung als Direktor einer Manufaktur zur Herstellung von Wandteppichen (Gobelins), manufacture royale des Gobelins.
Im Jahre 1791 veröffentlichte er seine Erkenntnisse über die Farbstoffe in den Éléments de l’art de la teinture.
Berthollet entwickelt ein Verfahren zur Herstellung von Schießpulver aus Kaliumchlorat (KClO3) als Ersatz für Salpeter, mangelte es doch in Frankreich während der Französischen Revolution und der nachfolgenden Napoleonischen Kriege an natürlichem Salpeter. Im Jahr 1786 verbesserte er gemeinsam mit dem Mathematiker und Physiker Gaspard Monge (1746–1818) sowie mit dem Mathematiker und Chemiker Alexandre-Théophile Vandermonde (1735–1796) die Methoden zur Qualitätssteigerung bei der Stahlerzeugung. Seine Arbeiten beeindruckten Napoleon Bonaparte (1769–1821), der ihn im Jahr 1798 für seine Ägyptische Expedition von 1798 bis 1801 rekrutierte, wo er vor Ort das Institut d’Egypte mitbegründete.
Nach seiner Rückkehr nach Paris wurde er der führende Chemiker am Institut de France und konnte sich ein privates Labor am Pariser Stadtrand auf seinem Landsitz in Arcueil ausstatten. 1806 wurde er zum auswärtigen Mitglied der Göttinger Akademie der Wissenschaften gewählt. Mit Napoleon Bonaparte verband ihn eine enge Beziehung. So half er z. B. im Jahre 1806 mit einem erheblichen Darlehen, die Schulden der Berthollets, insbesondere durch Frau Marguerite-Marie Berthollet verursacht, zu begleichen. 1804 wurde er von Napoleon Bonaparte zum Senator und Offizier der Ehrengarde, Garde d’Honneur ernannt; gleichzeitig erhielt er einen Grafentitel (Comte). In seiner Eigenschaft als Senator stimmte er dennoch 1814 für die Amtsenthebung von Napoléon Bonaparte. Im Zuge der Restauration der Bourbonen erhielt er einen Sitz als Pair von Frankreich.
Seinen Lebensabend verbrachte Berthollet in Arcueil bei Paris, wo sein gut ausgestattetes Labor viele hochrangige Forscher anzog. Hieraus entwickelte sich die Société d’Arcueil, eine Diskussions- und Forschungsrunde, der auch Alexander von Humboldt (1769–1859), Jean-Baptiste Biot (1774–1862), Pierre-Simon Laplace (1749–1827) und Louis Jacques Thénard (1777–1857) angehörten. Die Fortschritte des Zirkels wurden in drei Bänden zwischen 1807 und 1817 unter dem Titel Memoires de la Société d’Arcueil veröffentlicht. Seit 1789 war er Fellow der Royal Society. 1820 wurde er zum Ehrenmitglied (Honorary Fellow) der Royal Society of Edinburgh gewählt. Die Königlich Niederländische Akademie der Wissenschaften nahm ihn 1809 als assoziiertes Mitglied auf. 1822 wurde Berthollet in die American Academy of Arts and Sciences gewählt. Berthollet starb am 6. November 1822 an einer Anthrax-Infektion, ulcère charbonneux, als Träger vieler Ehrungen und Auszeichnungen in Arceuil.

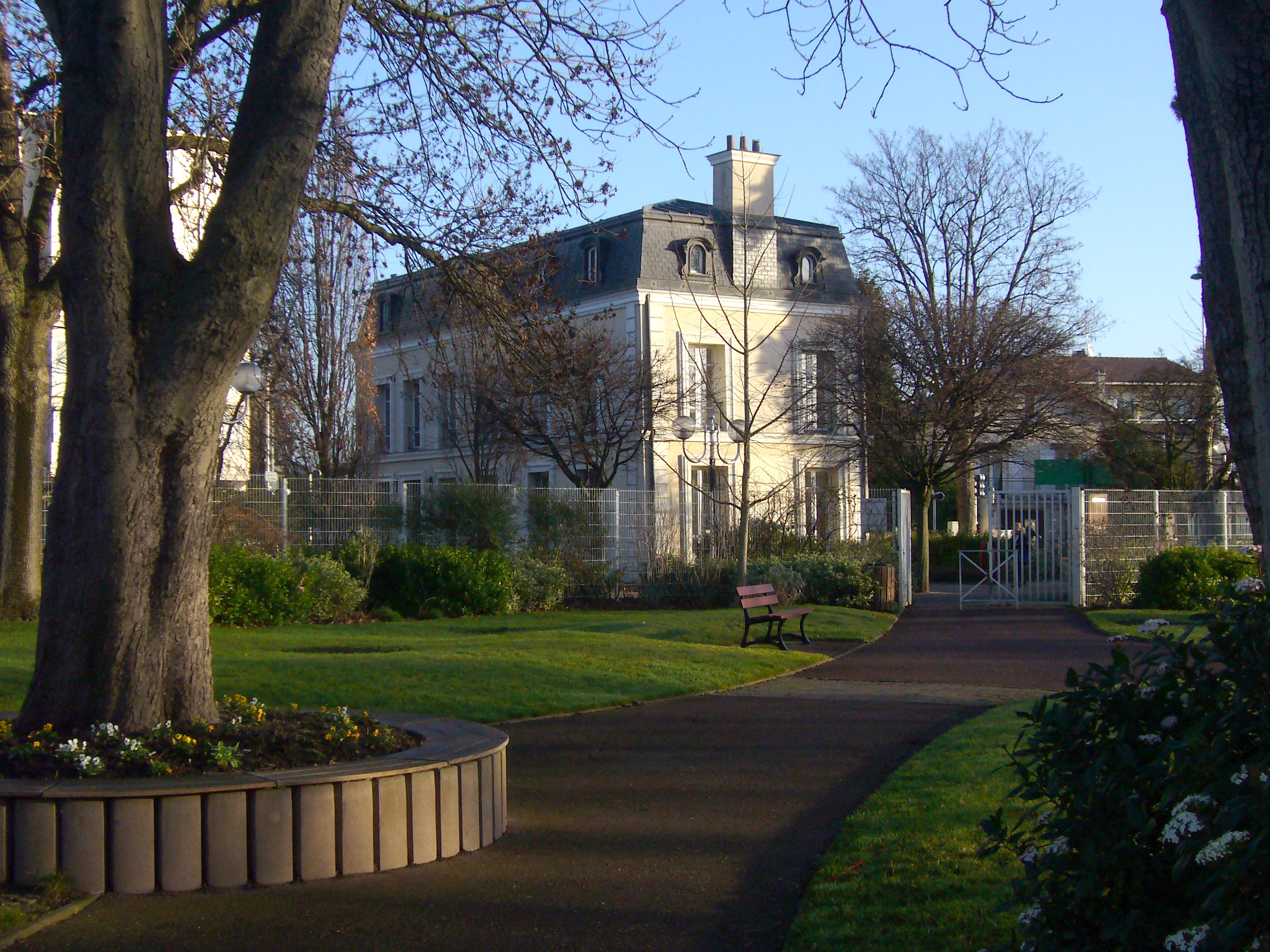
« Demeure Gainville », das Haus von Aulnay-sous-Bois, wo Claude Louis Berthollet, vor seinem späteren Wohnsitz in Arcueil, lebte.

## Wissenschaftliche Leistungen
Er forschte über Färbe- und Bleichmittel (Chlor und Hypochlorit) und bestimmte die chemische Zusammensetzung des Ammoniaks (NH3) (1785), der Blausäure (HCN) und des Schwefelwasserstoffs (H2S). Er entwickelte zusammen mit Antoine Lavoisier die moderne chemische Nomenklatur.
1789 entdeckte er die bleichende Wirkung des Chlors. Berthollet, der Inspekteur der Färbereien war und auch ein „Handbuch der Färbekunst“ herausgegeben hatte, führte daraufhin das Chlor beziehungsweise das Hypochlorit als Bleichmittel in die Textilindustrie ein. Die alkalischen Lösungen, letztlich dann durch Antoine Germain Labarraque zu Eau de Labarraque weiterentwickelt, wurden nach dem Produktionsort als „Eau de Javel“ (Javelwasser) benannt. Dieses Eau de Javel wird auch heute noch als eines der beliebtesten Reinigungs-, Bleich- und Desinfektionsmittel in Frankreich verkauft.
Berthollet unterstützte Antoine Lavoisiers Widerlegung der Phlogistontheorie – obgleich er anfangs zunächst deren Anhänger war – was zur Reform der chemischen Nomenklatur führte (1787). Dies war die Grundlage zur Entwicklung der noch heute gebräuchlichen chemischen Fachsprache.

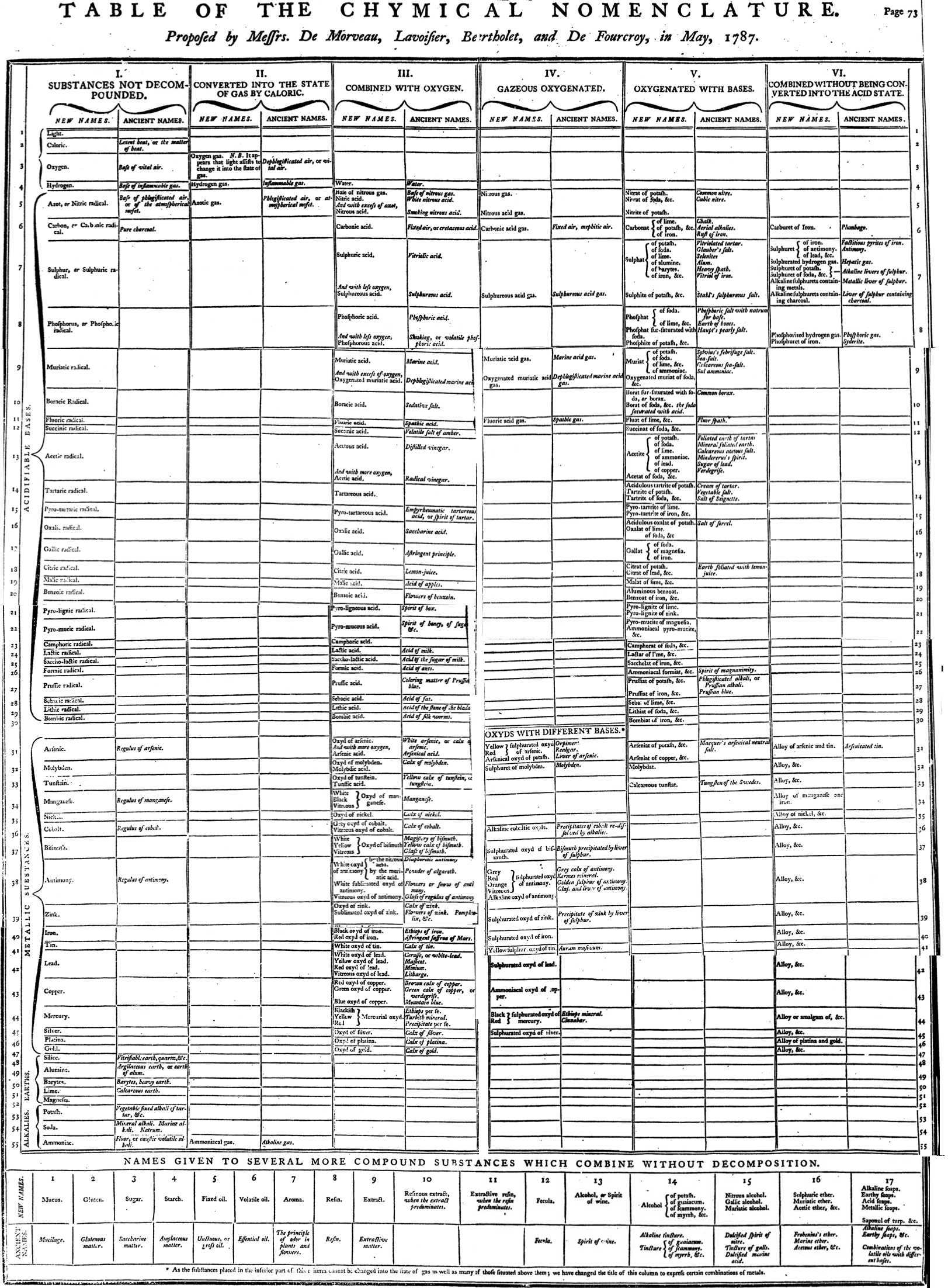
Méthode de Nomenclature Chimique. Paris (1787) von de Morveau, Antoine Laurent de Lavoisier, Claude-Louis Berthollet, de Fourcroy

Als es zu Beginn der Französischen Revolution Schwierigkeiten mit dem Nachschub an Salpeter für die Herstellung von Schießpulver gab, wurde er Leiter einer Kommission, die die Salpeterversorgung Frankreichs sicherstellen sollte.
Auch als Leiter einer Kommission mit dem Ziel, die Methoden der Eisenherstellung zu verbessern, das heißt die Arten von Eisenlegierungen (Schmiedeeisen) bzw. Stählen wissenschaftlich zu definieren, war er tätig. In dieser wissenschaftlichen Studie aus den 1780er Jahren zur Roheisen- und Stahlerzeugung wurde der Versuch unternommen, eine systematische Erklärung zu finden, die auf dem Grad der Reduktion (Entzug von Sauerstoff) der Erze und deren anschließender Legierung bzw. Kombination mit Kohlenstoff basiert.
1794 wurde er Professor für Chemie an der École polytechnique, siehe auch Chemie in der Neuzeit. Vier Jahre später, im Jahre 1798, begleitete er als Mitglied einer Gruppe von Wissenschaftlern Napoleon Bonaparte (Napoleon I.) auf dessen Feldzug nach Ägypten (Ägyptische Expedition).

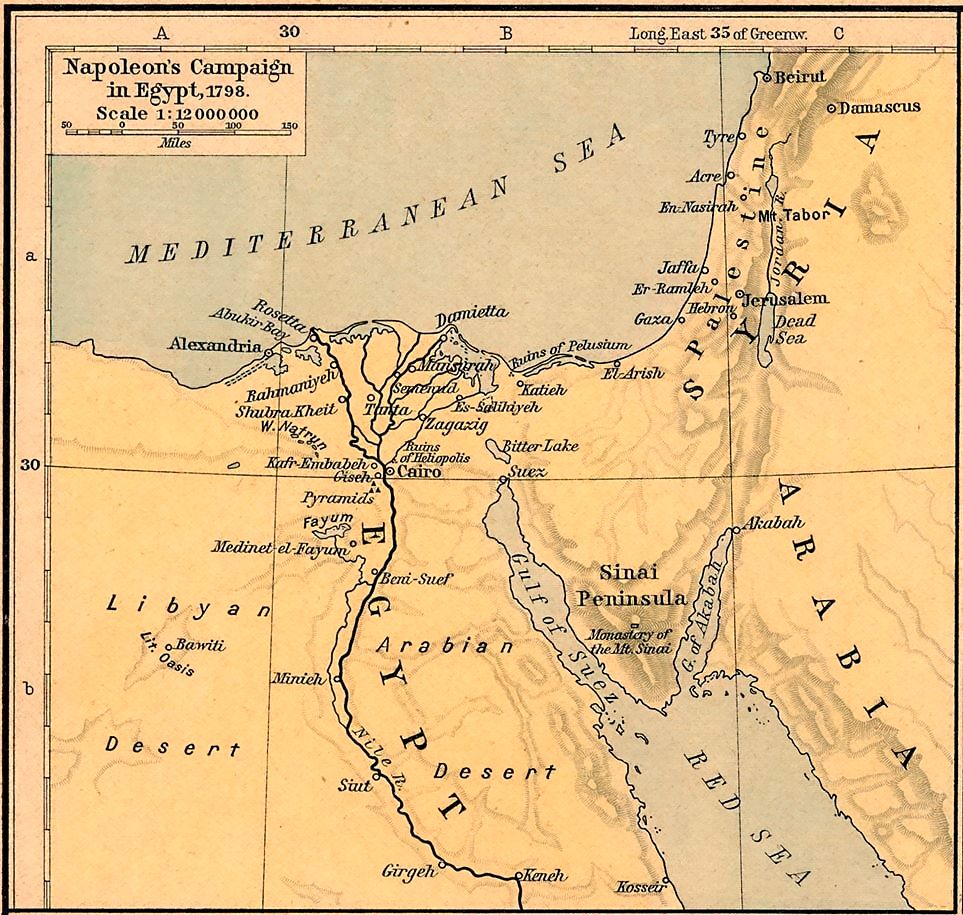
Ägypten zur Zeit Napoleons

Die Ägyptenexpedition führte ihn u. a. an die Natronseen (siehe bitter lake auf der Karte gegenüber) wo er einige wichtige Beobachtungen machte, die ihn zu weiterreichenden Überlegungen führten. Claude Louis Berthollet erkannte, dass sich Natriumcarbonat (Na2CO3) als Salzkrusten an den Ufern dieser in Hitzeperioden häufig austrocknenden Seen abschied. Er konstruierte die Reaktion, wie folgt:
2 NaCl(x) + CaCO3(y) → Na2CO3 + CaCl2
(hier in einer erst den späteren Chemikergenerationen zur Verfügung stehenden Formelschreibweise, siehe Jöns Jakob Berzelius (1779–1848))
Die entscheidende Frage, die Berthollet zu beantworten suchte, war, warum die Reaktion in die Richtung der Endprodukte verlief, bei den bekannten Reaktionspartnern (also in Richtung Na2CO3, CaCl2), obgleich laut der Affinitätstheorie die Reaktion ausschließlich in die andere Richtung hätte verlaufen sollen. Berthollet verfolgte diesen Gedanken weiter und zog den Schluss, dass die Reaktionsrichtung von äußeren Parametern beeinflusst sind. Er benannte die Masse der an der Reaktion beteiligten Stoffe als solche Parameter – modern gesprochen die Konzentration bzw. Aktivität. Seine Erkenntnisse veröffentlichte Berthollet in seinen Büchern Recherches sur le lois de l’affinité (1801) und Essai de statique chimique (1803).
Die chemischen Prozesse am Natronsee würde man modern wie folgt erklären: Es liegt wie, bei allen chemischen Reaktionen, ein Gleichgewicht vor.
Zwar liegt dieses unter Standardbedingungen weit auf der linken Seite, wenn aber das Natriumcarbonat (Na2CO3) kontinuierlich durch Kristallisation aus dem Gleichgewicht entfernt wird – eben durch die Krustenbildung am Ufer – so verschiebt sich das Gleichgewicht nach rechts, also in Richtung auf die Produkte. 1803 veröffentlichte er letzteres, bedeutende Werk „Essai de statique chimique“ (dt. Versuch einer chemischen Statik). Diese und seine anderen theoretischen Arbeiten über die chemische Affinität begründen seine Bedeutung als Forscher. Berthollet erkannte zwar, dass die Mengenverhältnisse für chemische Reaktionen eine entscheidende Rolle spielen, dennoch vertrat er die Meinung, die Zusammensetzung eines Reaktionsprodukts hänge von den Bedingungen ab.
Darüber war Berthollet mit einem anderen französischen Chemiker Proust (1754–1826) in einem langfristigen Disput über die Gültigkeit des Gesetzes der konstanten Proportionen engagiert.
In sein Werk Essai de statique chimique nahm er auch die Tabellen von Äquivalentmassen von Jeremias Benjamin Richter und Ernst Gottfried Fischer auf und machte sie so weiteren Kreisen bekannt.
Dies wurde zwar durch Prousts Gesetz der konstanten Proportionen widerlegt (eine bestimmte chemische Verbindung hat eine bestimmte Summenformel und damit eine bestimmte Zusammensetzung), aber es gibt in der Tat einige nichtmolekulare Verbindungen, die eine gewisse Variabilität in der Zusammensetzung zeigen (z. B. bei dem Eisenoxid Fe1−xO mit 0,90 ≤ x ≤ 0,95). Eine solche nicht-stöchiometrische Verbindung nennt man daher auch bertholloid. Außerdem ist seine Ansicht, dass Temperatur, Druck und Konzentration die Produktzusammensetzung beeinflussen, richtig im Sinne verschiedener Produktkonzentrationen, wie z. B. das Massenwirkungsgesetz zeigt.
Berthollet beschäftigte sich auch mit der Zusammensetzung des Harns bei Erkrankungen und hatte auch einen wesentlichen Anteil an der Entwicklung der Titration.

## Taxonomische Ehrung
Die Pflanzengattung Bertholletia (bekanntester Vertreter der Gattung ist die Paranuss) aus der Familie der Topffruchtbaumgewächse (Lecythidaceae) wurde zu Ehren von Berthollet benannt.

## Schriften (Auswahl)
- Dissertatio medica (…) Joanne-Baptisa Le Roux des Tillets (i. e. Joanne-Jacobo Le Roux des Tillets) (…) praeside. De lacte animalium medicamentoso. Quillau, Paris 1779.
- Observations sur l’acide phosphorique de l’urine (Lû le 20 Déc. 1780). In: Histoire d l’Académie Royal des Sciences. Mémoires de la Mathématique et Physique tirés des régistres de l’Académie Royale des Sciences. Paris 1784, S. 10 ff.
- Recherches sur le lois de l’affinité. 1801.
- Essai de statique chimique. 1803.
- Elements de L’Art de La Teinture. Didot, Paris 1804.
- Observations sur le natron.
- mit Antoine Laurent de Lavoisier und Guyton de Morveau: Système des connaissances chimiques et de leurs applications aux phénomènes de la nature et de l’art. 6 Bände. Paris 1801. (deutsch im Auszug von F. Wals, Königsberg 1801–1803, 4 Bände)
- Méthode De Nomenclature Chimique. Paris 1787. (deutsch: Methode der chemischen Nomenklatur für das antiphlogistische System von Morveau, Lavoisier, Berthollet und de Fourcroy.) Nachdr. d. Ausg. Wien 1793: Olms, Hildesheim 1978, ISBN 3-487-06450-2; englische Übersetzung: Large summary table of the nomenclature. (1788), Online-Zugriff